# 瑞典的中立地位
瑞典的中立地位是指自19世纪初开始瑞典奉行的中立政策，直到2009年，瑞典与欧盟和其他北欧国家签订了一些共同防御条约，其中立地位才告终结。瑞典实行中立政策的一大原因是该国曾在拿破崙戰爭期间丟失了許多领土，在芬蘭戰爭后，瑞典超過三分之一的領土被佔領，其中就包括芬兰，芬兰此后长期被俄国控制，直到于1917年获得独立。
自拿破仑战争起，瑞典从未主动发起过任何武装冲突。但瑞典军队和政府曾参与过世界各地的维和行動。1995年，瑞典加入欧盟，此举意味着瑞典的中立原则已结束。瑞典此后在外交和安全政策方面继续保持不结盟状态，直到于2024年加入北大西洋公约组织为止。